# Mindre silverdystermal
Mindre silverdystermal, Eulamprotes superbella är en fjärilsart som först beskrevs av Philipp Christoph Zeller 1839.  Mindre silverdystermal ingår i släktet Eulamprotes, och familjen stävmalar, Gelechiidae. Enligt den svenska rödlistan är arten nära hotad, NT, i Sverige. Arten förekommer i Sverige tämligen sällsynt från Skåne till Medelpad. Inga underarter finns listade i Catalogue of Life.